# Alcis huamani
Alcis huamani là một loài bướm đêm trong họ Geometridae.